# Herrarnas lagförföljelse i bancykling vid olympiska sommarspelen 1980
Herrarnas lagförföljelse i bancykling vid olympiska sommarspelen 1980 ägde rum söndagen den 25-26 juli 1980 i Moskva.

## Medaljörer
| Event                    | Guld                                                                          | Silver                                                                    | Brons                                                            |
| Herrarnas lagförföljelse | Sovjetunionen Viktor Manakov Valerij Movtjan Vladimir Osokin Vitalij Petrakov | Östtyskland Gerald Mortag Uwe Unterwalder Matthias Wiegand Volker Winkler | Tjeckoslovakien Teodor Černý Martin Penc Jiří Pokorný Igor Sláma |

## Resultat

### Kvalificeringsomgång
| Placering | Cyklister                                                                     | Land            | Tid     | Genomsnittlig hastighet | Kvalificerad |
| --------- | ----------------------------------------------------------------------------- | --------------- | ------- | ----------------------- | ------------ |
| 1         | Aleksandr Krasnov Viktor Manakov Valerij Movtjan Vitalij Petrakov             | Sovjetunionen   | 4:16,62 | 56.1147                 | Q            |
| 2         | Gerald Mortag Uwe Unterwalder Matthias Wiegand Volker Winkler                 | Östtyskland     | 4:18,24 | 55,7627                 | Q            |
| 3         | Pierangelo Bincoletto Guido Bontempi Ivano Maffei Silvestro Milani            | Italien         | 4:18,85 | 55,6317                 | Q            |
| 4         | Teodor Cerný Martin Penc Jiri Pokorný Igor Sláma                              | Tjeckoslovakien | 4:19,56 | 55,4787                 | Q            |
| 5         | Sean Yates Anthony Doyle Malcolm Elliott Glen Mitchell                        | Storbritannien  | 4:19,73 | 55:4227                 | Q            |
| 6         | Alain Bondue Philippe Chevalier Pascal Poisson Jean-Marc Rebière              | Frankrike       | 4:20,52 | 55,2747                 | Q            |
| 7         | Robert Dill-Bundi Urs Freuler Hans Känel Hans Ledermann                       | Schweiz         | 4:20,56 | 55,2667                 | Q            |
| 8         | Colin Fitzgerald Kevin Nichols Garry Sutton Kelvin Poole                      | Australien      | 4:21,76 | 55,0127                 | Q            |
| 9         | Marek Kulesza Andrzej Michalak Janusz Solach Zbigniew Woznicki                | Polen           | 4:28,38 | 53,6557                 |              |
| 10        | Jan Blomme Diederik Foubert Jozef Simons Joseph Smeets                        | Belgien         | 4:29,75 | 53,383                  |              |
| 11        | Hans Fischer Jose Carlos Lima Fernando Almeida Louro Antonio Karlos Silvestre | Brasilien       | 4:32,34 | 52,875                  |              |
| 12        | Ervin Dér Csaba Pálinkás Zsigmond Sarkadi Gábor Szücs                         | Ungern          | 4:36,32 | 52,113                  |              |
| 13        | Esteban Espinosa John Jarrin Edwin Mena Juan Palacios                         | Ecuador         | 4:50,83 | 49,513                  |              |

### Kvartsfinaler
Heat 1
| Placering | Land            | Tid     | Genomsnittlig hastighet | Kvalificering |
| --------- | --------------- | ------- | ----------------------- | ------------- |
| 1         | Tjeckoslovakien | 4:18,48 | 55,710                  | Q             |
| 2         | Storbritannien  | 4:23,45 | 54,659                  |               |

Heat 2
| Placering | Land      | Tid     | Genomsnittlig hastighet | Kvalificering |
| --------- | --------- | ------- | ----------------------- | ------------- |
| 1         | Italien   | 4:18,27 | 55,756                  | Q             |
| 2         | Frankrike | 4:18,58 | 55,689                  |               |

Heat 3
| Placering | Land        | Tid     | Genomsnittlig hastighet | Kvalificering |
| --------- | ----------- | ------- | ----------------------- | ------------- |
| 1         | Östtyskland | 4:17,43 | 55,937                  | Q             |
| 2         | Schweiz     | 4:23,56 | 54,636                  |               |

Heat 4
| Placering | Land          | Tid     | Genomsnittlig hastighet | Kvalificering |
| --------- | ------------- | ------- | ----------------------- | ------------- |
| 1         | Sovjetunionen | 4:14,64 | 56,550                  | Q             |
| 2         | Australien    | 4:22,02 | 54,958                  |               |

### Semifinaler
Heat 1
| Placering | Land        | Tid     | Genomsnittlig hastighet | Kvalificering |
| --------- | ----------- | ------- | ----------------------- | ------------- |
| 1         | Östtyskland | 4:18,16 | 55,779                  | Q             |
| 2         | Italien     | 4:20,13 | 55,357                  |               |

Heat 2
| Placering | Land            | Tid     | Genomsnittlig hastighet | Kvalificering |
| --------- | --------------- | ------- | ----------------------- | ------------- |
| 1         | Sovjetunionen   | 4:26,52 | 54,030                  | Q             |
| 2         | Tjeckoslovakien | 4:32,68 | 52,809                  |               |

### Finaler
Bronsmatch
| Placering | Land            | Tid     | Genomsnittlig hastighet | Placering |
| --------- | --------------- | ------- | ----------------------- | --------- |
| 1         | Tjeckoslovakien | 4:10,01 |                         | 3         |
| 2         | Italien         | 4:11,63 | REJ                     | 4         |

Final
| Placering | Land          | Tid     | Genomsnittlig hastighet | Placering |
| --------- | ------------- | ------- | ----------------------- | --------- |
| 1         | Sovjetunionen | 4:15,70 | 56,316                  | 1         |
| 2         | Östtyskland   | 4:19,67 | 55,453                  | 2         |